# NGC 4271
NGC 4271 est une galaxie lenticulaire située dans la constellation de la Grande Ourse. Elle a été découverte par l'astronome germano-britannique William Herschel en 1789.

## Caractéristiques
Selon la base de données Simbad, NGC 4271 est une galaxie LINER, c'est-à-dire une galaxie dont le noyau présente un spectre d'émission caractérisé par de larges raies d'atomes faiblement ionisés.

### Distance
Sa vitesse par rapport au fond diffus cosmologique est de 4 911 ± 11 km/s, ce qui correspond à une distance de Hubble de 72,4 ± 5,1 Mpc (∼236 millions d'al).
À ce jour, une mesure non basée sur le décalage vers le rouge (redshift) donne une distance d'environ 52,500 Mpc (∼171 millions d'al). Cette valeur est à l'extérieur des valeurs de la distance de Hubble. Notons que c'est avec la valeur moyenne des mesures indépendantes, lorsqu'elles existent, que la base de données NASA/IPAC calcule le diamètre d'une galaxie et qu'en conséquence le diamètre de NGC 4271 pourrait être d'environ 31,9 kpc (∼104 000 al) si on utilisait la distance de Hubble pour le calculer.

### Galaxie isolée
NGC 4271 est une galaxie du champ, c'est-à-dire qu'elle n'appartient pas à un amas ou un groupe et qu'elle est donc gravitationnellement isolée. 